# Dystasia humeralis
Dystasia humeralis là một loài bọ cánh cứng trong họ Cerambycidae.